# Ласло Фазекаш
Ласло Фазекаш (мађ. Fazekas László; 15. октобар 1947) бивши је мађарски фудбалер, након играчке каријере постао је фудбалски тренер.

## Каријера
Фазекаш је шести на листи играча са највише одиграних утакмица за мађарску репрезентацију. Укупно је наступио 92 пута за репрезентацију Мађарске. Играо је два пута на Светским првенствима 1978. и на Светском првенству 1982. године. На турниру 1982. године постигао је два гола у рекордној победи над Ел Салвадором резултатом 10:1. Такође се такмичио и представљао Мађарску на Летњим олимпијским играма 1968. када је освојена златна медаља. Скоро петнаест година играо је у Мађарској, а са Ујпешт Дожом освојио укупно 9 шампионата. Након тога одлази у Белгију, где је играо за Ројал Антверпен. Играчку каријеру је завршио у Синт Тројдену. Одлучио је да остане у Белгији након завршетка активног играња фудбала, у којој данас живи. 
Био је тренер неколико белгијских тимова, укључујући и Ројал Антверпен.

## Успеси

### Клуб
Ујпешт Дожа
- Прва лига Мађарске
  - Шампион (9): 1969, 1970, 1970–71, 1971–72, 1972–73, 1973–74, 1974–75, 1977–78, 1978–79.
- Куп Мађарске
  - Шампион (3): 1969, 1970, 1975.
- Куп сајамских градова
  - Финалисти: 1969.

### Репрезентација
Мађарска
- Златна медаља Олимпијске игре 1968. године у Meксико Ситију

### Индивидуални
- Најбољи стрелац Прве лиге Мађарске (3): 1975-76, 1977–78, 1979–80.